# TMEM123
TMEM123 (англ. Transmembrane protein 123) – білок, який кодується однойменним геном, розташованим у людей на короткому плечі 11-ї хромосоми. Довжина поліпептидного ланцюга білка становить 208 амінокислот, а молекулярна маса — 21 531.
| 10         |  | 20         |  | 30         |  | 40         |  | 50         |
| ---------- |  | ---------- |  | ---------- |  | ---------- |  | ---------- |
| MGLGARGAWA |  | ALLLGTLQVL |  | ALLGAAHESA |  | AMAASANIEN |  | SGLPHNSSAN |
| STETLQHVPS |  | DHTNETSNST |  | VKPPTSVASD |  | SSNTTVTTMK |  | PTAASNTTTP |
| GMVSTNMTST |  | TLKSTPKTTS |  | VSQNTSQIST |  | STMTVTHNSS |  | VTSAASSVTI |
| TTTMHSEAKK |  | GSKFDTGSFV |  | GGIVLTLGVL |  | SILYIGCKMY |  | YSRRGIRYRT |
| IDEHDAII   |  |            |  |            |  |            |  |            |

A: Аланін

C: Цистеїн

D: Аспарагінова кислота

E: Глутамінова кислота

F: Фенілаланін

G: Гліцин

H: Гістидин

I: Ізолейцин

K: Лізин

L: Лейцин

M: Метіонін

N: Аспарагін

P: Пролін

Q: Глутамін

R: Аргінін

S: Серин

T: Треонін

V: Валін

W: Триптофан

Кодований геном білок за функцією належить до рецепторів. 
Задіяний у такому біологічному процесі, як альтернативний сплайсинг. 
Локалізований у мембрані.